# Мачак под шљемом
Мачак под шљемом је југословенски филм из 1962. године.

## Радња
Ово је дубока и трагикомична прича о дрвосечи, сељаку који се за време 2. светског рата придружује партизанима. Тамо, као десетар, са својом четом успешно и храбро испуњава борбене задатке. Међутим, све се мења кад га командант пошаље на специјални задатак...
Овај филм приказује све ужасе и страхоте уз дозу хумора и оптимизма.

## Улоге
| Глумац                    | Улога                                 |
| ------------------------- | ------------------------------------- |
| Павле Вуисић              | Илија Капара                          |
| Драгомир Бојанић Гидра    | Мартин                                |
| Давор Антолић             | Ђак                                   |
| Јован Јанићијевић         | Брицо                                 |
| Фарук Арнаутовић          | Кочијаш                               |
| Мишо Беговић              | Стевица                               |
| Хусеин Чокић              | Иван Капсула                          |
| Душан Вујисић             | Имбра Фалачец                         |
| Ранко Гучевац             | Репица                                |
| Златко Мадунић            | Фрањо Смоквина                        |
| Драгослав Поповић         | Командант бригаде                     |
| Урош Крављача             | Командир чете Лаза                    |
| Љубиша Јовановић          | Сатник племенити Бужан                |
| Дара Чаленић              | Јања                                  |
| Младен Шермент            | Свештеник                             |
| Фахро Коњхоџић            | Брига                                 |
| Велизар Петровић          | Комесар                               |
| Павле Вугринац            | звонар Штеф                           |
| Лука Делић                | Чамџија                               |
| Ивица Кукић               | Домобран                              |
| Даринка Гвозденовић       | Звонарева жена                        |
| Иво Фици                  | Сељак на прозору (као И. Фици)        |
| Петар Спајић Суљо         | Конобар                               |
| Драгослав Радоичић - Бели | Падобранац                            |
| Заим Музаферија           | Кувар                                 |
| Миле Рупчић               | Шиме                                  |
| Јован Личина              | Надсатник пл.Бузан / Сатник пл. Бузан |
| Борис Фестини             | Домобран у купеу вагона               |
| Љубо Капор                | Јовица - командир 3. батаљона         |
| Људевит Галић             | Шверцер у купеу вагона                |
| Звонимир Ференчић         | Сељак при клијети                     |
| Звонимир Торјанац         | Капсула                               |
| Хелена Буљан              | Другарица Мира                        |
| Круно Валентић            | Мартин пушкомитраљезац                |
| Едо Перочевић             | Рукљац - комесар чете                 |
| Фрањо Мајетић             | Сељак с коњском запрегом              |
| Крешимир Зидарић          | Куслец - командант бригаде            |
| Драган Миливојевић        | Усташки таборник                      |
| Анте Дулчић               | Учо                                   |
| Божидар Орешковић         | Брицо                                 |
| Вида Јерман               | Ленка                                 |
| Јожа Шеб                  | Пијани заробљени сељак / Водич        |
| Јагода Краљ               | Дјевојка са бијелом марамом           |
| Зоран Покупец             | Падобранац                            |